# ألبرت باكمان
ألبرت باكمان (و. 1929 – 2011 م) هو ضابط سويسري، توفي في كورك، عن عمر يناهز 82 عاماً.

## الخدمة العسكرية
خدم في القوات المسلحة السويسرية.